# Solur
.

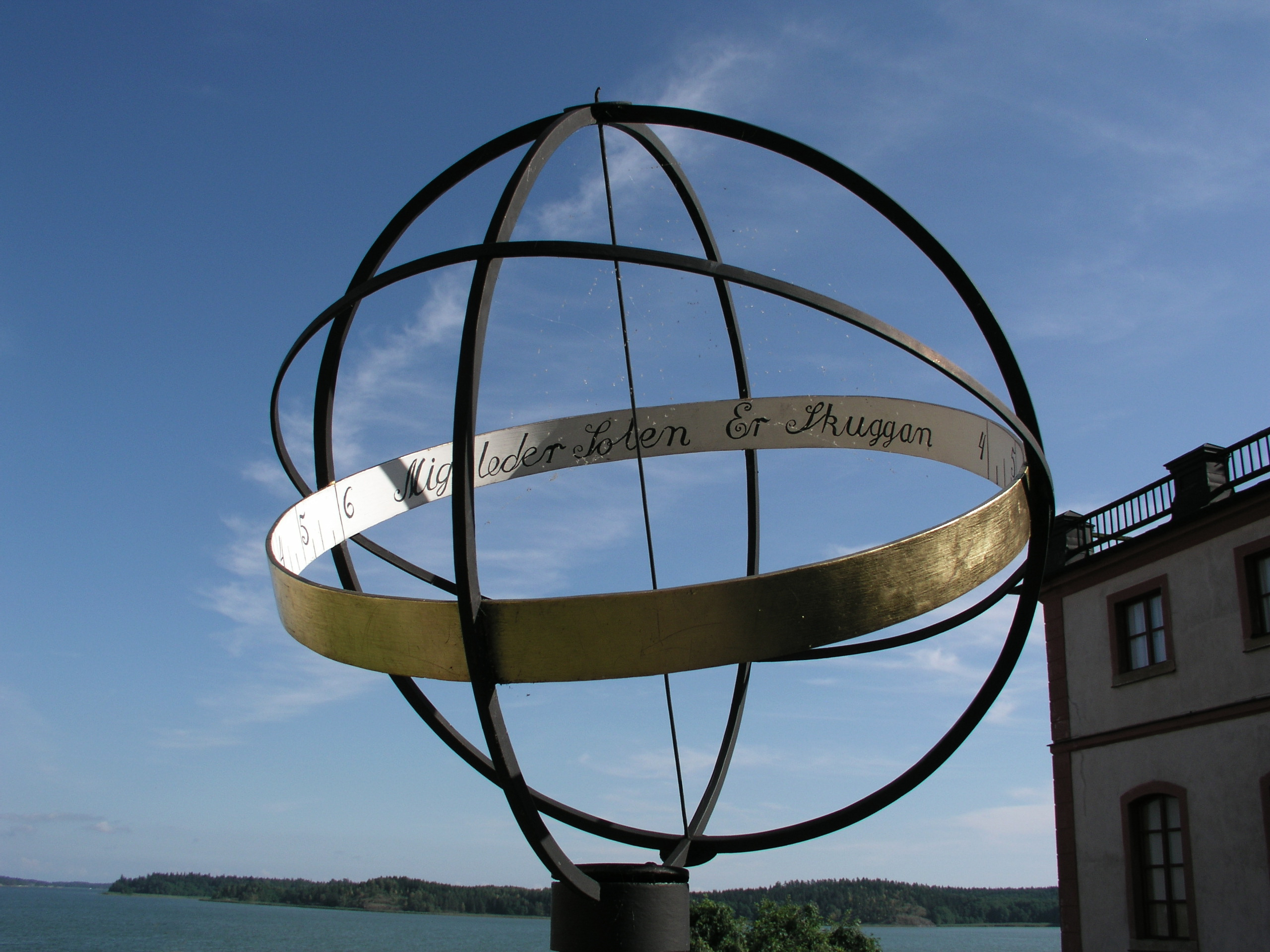
Solvisare vid Tullgarns slott.
Text: "Mig Leder Solen, Er Skuggan".

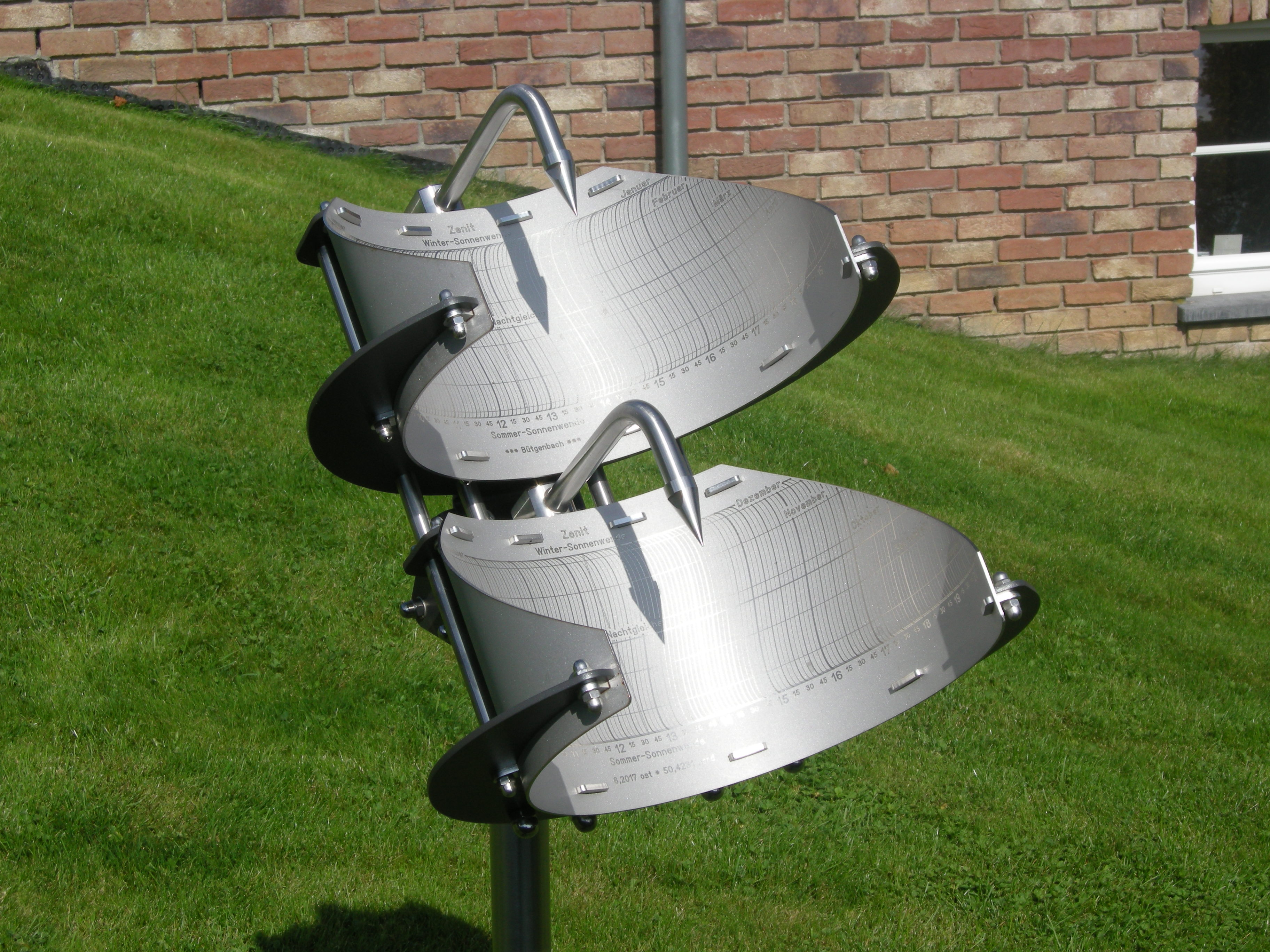
Precisionssolur i Bütgenbach, Belgien. Precision ~ ±30 sekunder. Två skalor behövs; den ena anpassad efter solens gång första halvåret från vintersolstånd till sommarsolstånd, och den andra för det andra halvåret fram till vintersolståndet.

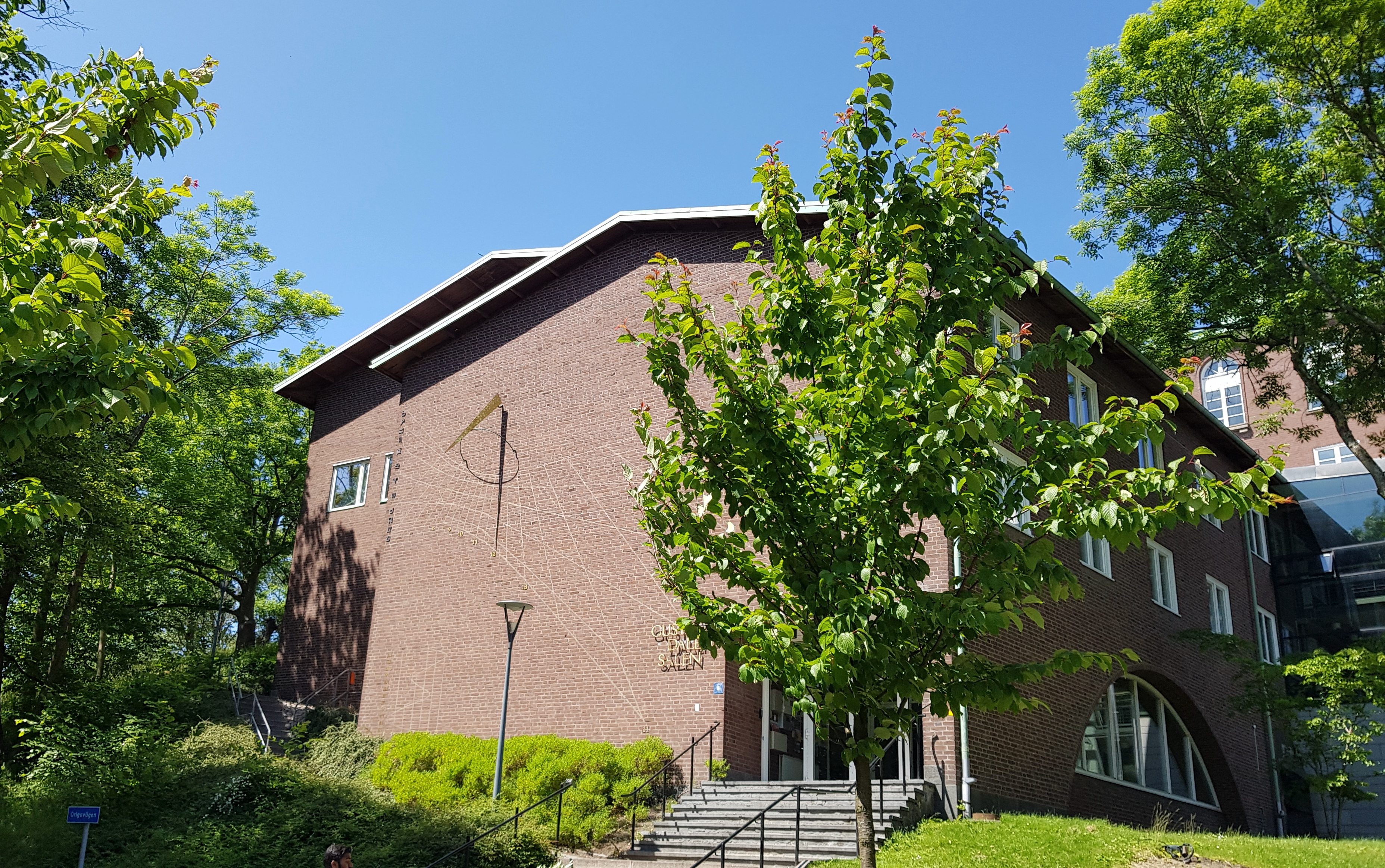
Solur utanför Gustav Dalén salen vid Fysikcentrum Göteborg 13:20 ett par dagar före sommarsolståndet 2025

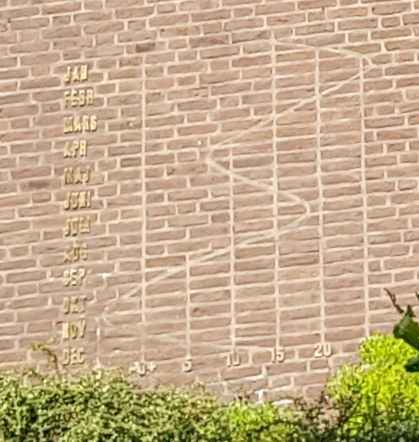
Korrektion till avläsningen på soluret vid Fysikcentrum Göteborg

Ett solur är ett mätinstrument som använder solens skugga
för att visa tid. Efterhand som jorden vrider sig flyttas skuggan.

## Funktion och form
Soltid är den tid som ett korrekt uppställt solur visar. På grund av sin något elliptiska bana rör jorden sig olika snabbt under olika delar av året och solens rörelse i ekliptikan är därför inte likformig. Detta gör att soltiden blir något ojämn, jämfört med hur vi i samhället mäter tiden med nya moderna metoder som är mer noggranna än solens gång. Skillnaden ("tidsekvationen") uppgår till maximalt 16 minuter och 33 sekunder över året. Dessutom måste man ta hänsyn till skillnad mot normaltid beroende på longituden.
I sin enklaste form består ett solur av en plan horisontell yta på vilken har placerats en vertikal stång, ibland med genomborrad spets. Belyst av solen, kastar den bakom sig en skugga, som dock avbryts av en ljus fläck, motsvarande hålet i stången. Om man mäter skuggans längd, det vill säga avståndet från stångens bas till den ljusa fläcken, och dessutom känner stångens längd, så är det en lätt sak att därur bestämma solens höjd på vilken tid av dagen som helst. Genom att på detta sätt iaktta solens middagshöjd vid solstånden bestämde man förr dels observationsortens polhöjd, dels ekliptikans oblikvitet. För tidsbestämning observerade man vanligen endast det ögonblick på dagen då skuggan var kortast, det vill säga middagshöjden, som är tidpunkten för solens övre kulmination. 
Om urtavlan har timgradering skall tolvstrecket ligga rakt i norr. Ett vertikalsolur sätts upp vinkelrätt mot horisonten. Uret kan också ha tavlan i samma plan som jordens ekvatorsplan och kallas då "ekvatorialur".
Konsten att tillverka solvisare kallas gnomonik.

## Historia
Soluret är sannolikt det äldsta av alla astronomiska instrument. Forntida egyptiska obelisker, tillverkade cirka 3500 f.Kr., är bland de tidigaste soluren. Det var också känt i Kina omkring 500 f.Kr. De äldsta flyttbara soluren var en skiva av sten, trä eller metall med en vinkelrätt stående skuggkastare. I Babylon uppkom ett solur där skuggan projiceras i en halvcirkelformig fördjupning. Typen spred sig från Babylon till medelhavsområdet. Den grekiske filosofen Anaximander som levde omkring 600 f.Kr. gjorde så genomgripande förbättringar av soluret att han senare kom att ses som dess uppfinnare. Grekerna använde ofta en stav med ett litet hål i som skuggkastare. Den kaldeiske astronomen Berosus skapade omkring 300 f.Kr. det förbättrade soluret hemicyclim gen att skära bort främre hälften av skaphe-urets skål för att underlätta läsningen. Romarna skaffade sig ett första solur 297 f.Kr. och ett andra 263 f.Kr. som ställdes upp på Forum Romanum. Det dröjde sedan hundra år innan någon kom på att korrigera det för Roms polhöjd. Hos araberna ersattes den grekiska gnomon med en polos som var orienterad efter polaxelns lutning, som gjorde att skuggan kunde avläsas inte bara i stavens spets utan längs hela staven.
Under antiken blev det vanligt att förse soluren med en tankeväckande eller skämtsam text. En vanlig text lyder på latin
"Horas non numero nisi serenas" (Jag räknar inte timmarna om de inte är klara.).

## Galleri

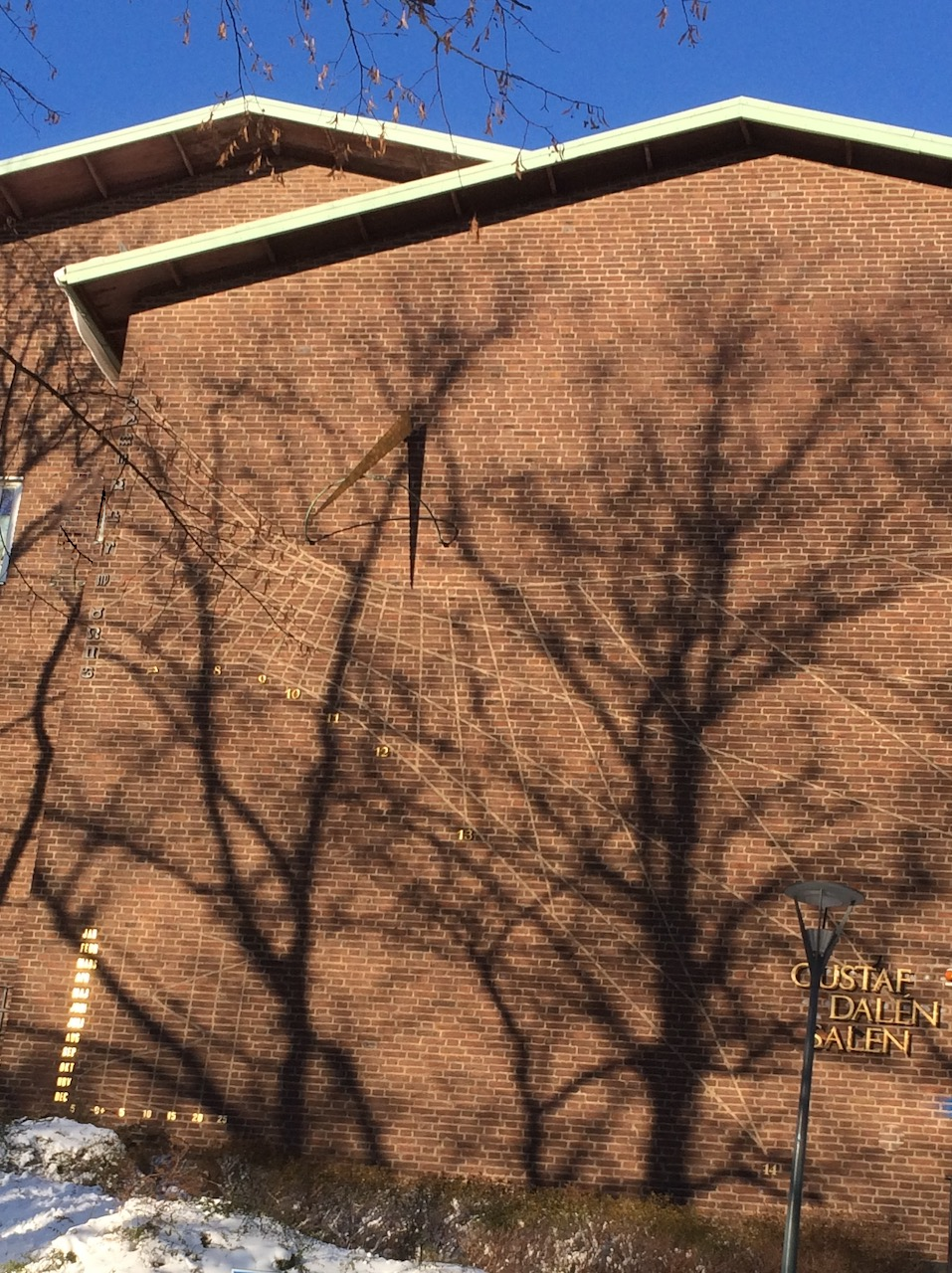
Solur vid GD-salen, Fysikcentrum Göteborg.
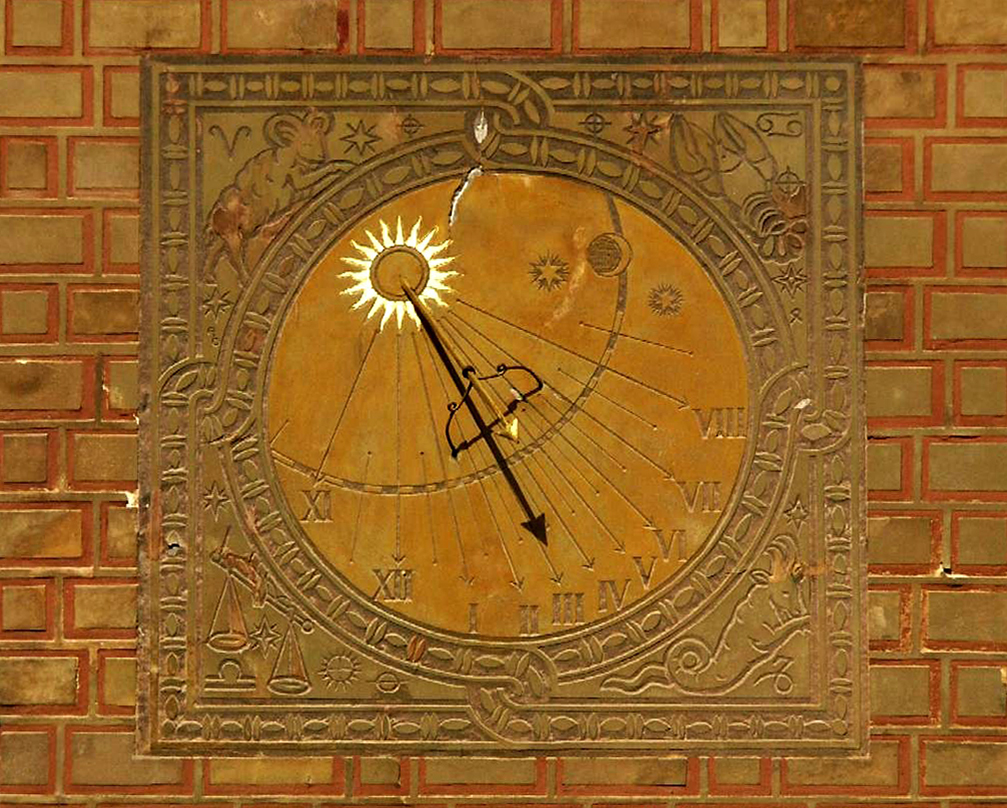
Solur på en vertikal vägg i Warszawa.
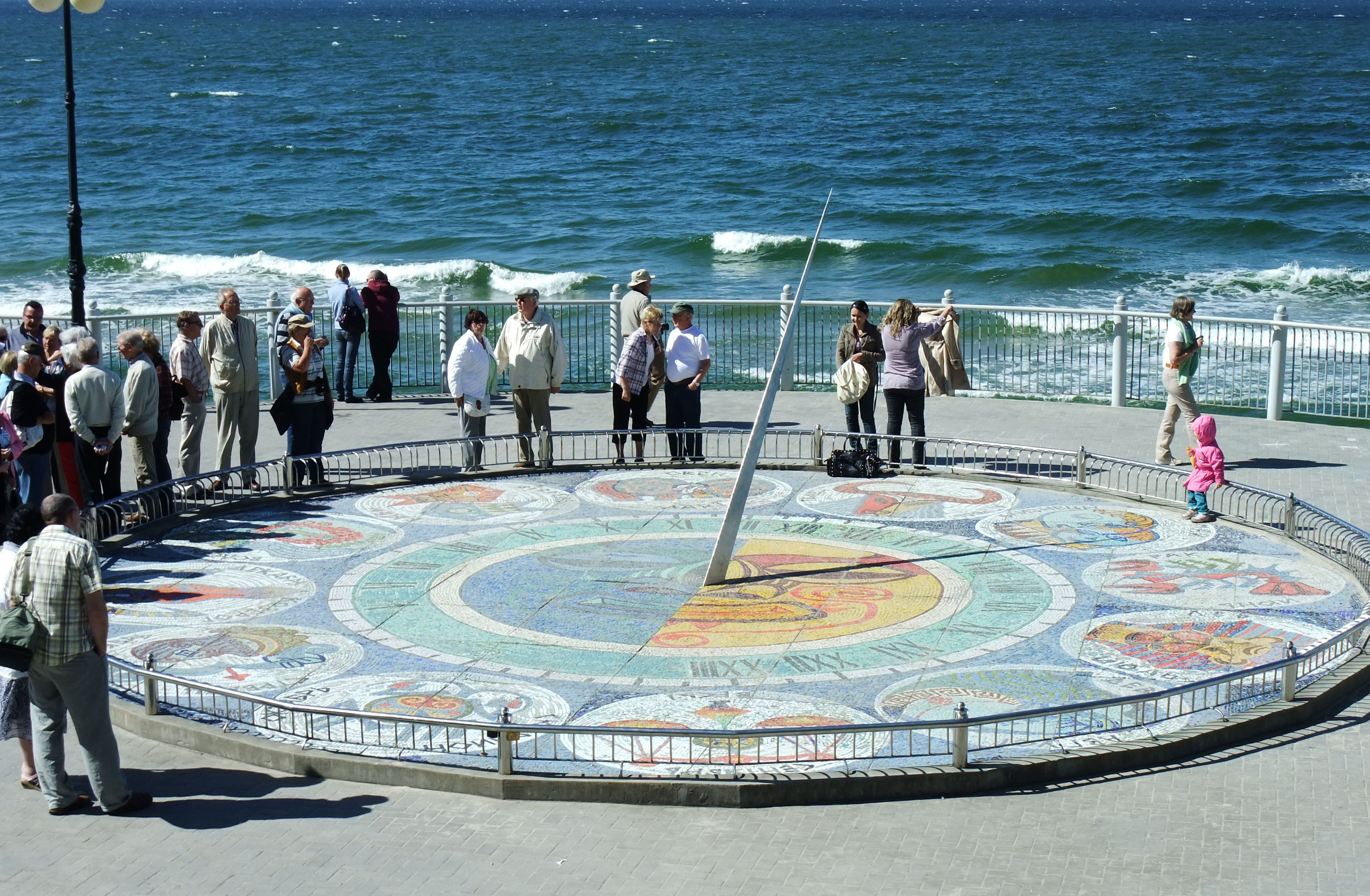
Solur i mosaik vid stranden i Svetlogorsk.
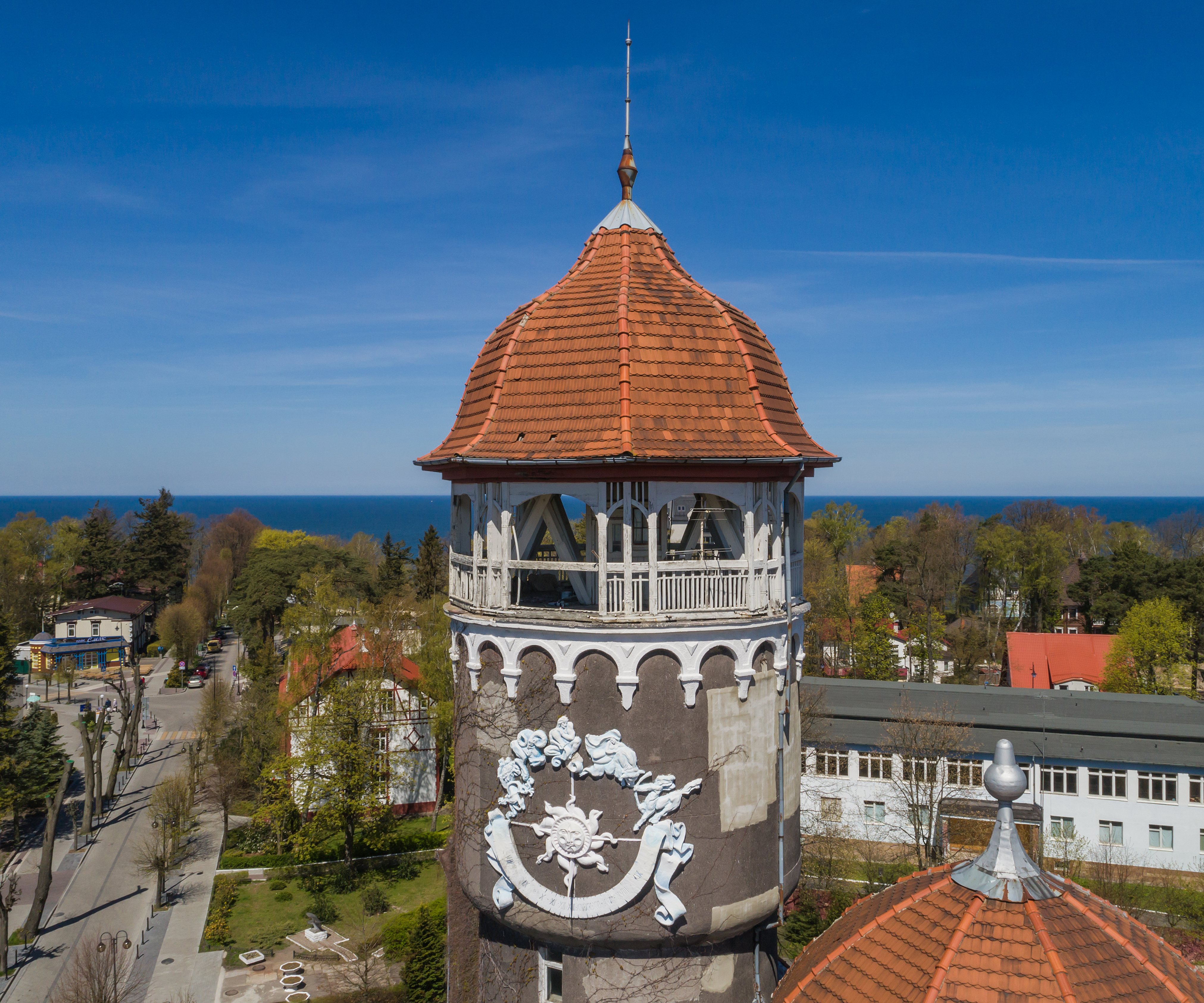
Solur på gamla vattentornet i Svetlogorsk.